# Sân vận động Nelson Mandela Bay
Sân vận động Nelson Mandela Bay là một sân vận động tại Port Elizabeth, Nam Phi. Sân vận động này là một trong những nơi tổ chức Giải vô địch bóng đá thế giới 2010. Sân vận động có sức chứa 48.000 chỗ.